# Ísidóros z Alexandrie
Ísidóros z Alexandrie (řecky Ἰσίδωρος) byl pozdně antický pohanský, resp. nekřesťanský filosof působící ve 2. polovině 5. století v Alexandrii a později v Athénách, kde se stal scholarchou tamní Akadémie. Zdá se ovšem, že jeho nadání pro filosofii nebylo příliš velké. Pro spory s ostatními členy nakonec místo představeného Akadémie opustil. Jeho život je znám z Damaskiova obdivného spisu Život Ísidóra.